# الشركة المتقدمة للتقنية والأمن السيبراني
الشركة المتقدمة للتقنية والأمن السيبراني وتعرف باسمها التجاري إس تي سي سرار أو سيرار (بالإنجليزية: sirar by stc)‏ شركة أمن سيبراني تابعة لمجموعة إس تي سي السعودية. تقدم خدمات وحلول الأمن السيبراني المتقدمة تأسست في عام 2020 وتم الإعلان عنها بشكل رسمي في يناير 2021.